# Umbrina bussingi
Umbrina bussingi es una especie de pez de la familia Sciaenidae en el orden de los Perciformes.

## Morfología
• Los machos pueden llegar alcanzar los 30 cm de longitud total.

## Hábitat
Es un pez de mar clima tropical y bentopelágico que vive entre 32-290 m de profundidad.

## Distribución geográfica
Se encuentra en el Pacífico oriental central: desde el sur de la Baja California (México) hasta Costa Rica.

## Observaciones
Es inofensivo para los humanos.